# 不同意わいせつ罪
不同意わいせつ罪（ふどういわいせつざい）は、刑法176条に規定されている犯罪である。

## 概説
2023年に改正される前の旧：強制わいせつ罪（刑法176条）については性的自由に対する罪（個人的法益に対する罪に分類される）として位置づけられ、旧：強制性交等罪（現在の不同意性交等罪）と罪質の多くを共有した。強制性交等罪と異なるのは、強制わいせつ罪の行為が「わいせつな行為」である一方で、強制性交等罪は「性交、肛門性交又は口腔性交（「性交等」）」であることである。
罪数を観念するとき、法条競合の特別関係にあたり、性交等の行為に該当すれば、不同意わいせつは評価されず、不同意性交等罪のみで評価されることから、不同意性交等罪は不同意わいせつ罪の特別法の関係にあるともいえる。
刑法第176条の「わいせつ」について、判例は「徒に性欲を興奮または刺激せしめ、且つ普通人の正常な性的羞恥心を害し、善良な性的道義観念に反すること」とされる（名古屋高裁金沢支判昭和36年5月2日下刑集3巻5=6号399頁）。ただし、本罪の罪質は性的自由に対する罪であるので、性的感情の罪として分類される公然わいせつ罪等でいう「わいせつ」概念とはその内容の点においては異なるとみるのが通説である。下級審にはキスをする行為について強制わいせつ罪の成否が問題となった事例において「すべて反風俗的のものとし刑法にいわゆる猥褻の観念を以て律すべきでないのは所論のとおりであるが、それが行われたときの当事者の意思感情、行動環境等によつて、それが一般の風俗道徳的感情に反するような場合には、猥褻な行為と認められることもあり得る」とした判例がある（東京高決昭和32年1月22日高刑集10巻1号10頁）。
2023年の改正で強制わいせつ罪が不同意わいせつ罪に改正されたが、構成要件のわいせつな行為の部分は改正がないので、上記の議論は改正後も変更はないと考えられる。

## 犯罪類型

### 不同意わいせつ罪
「暴行・脅迫」、「アルコールや薬物を摂取させる」「経済的・社会的地位に基づく影響力によって不利益を心配させる」など8つの行為によって、困難な状態にさせ若しくはその状態にあることに乗じてわいせつな行為をしたした者は、6か月以上10年以下の懲役に処する。
状況にかかわらず16歳未満の者に対し、わいせつな行為をした者も同様とする（刑法176条）。
未遂はこれを罰する（刑法180条）。
2023年の改正で従前の準強制わいせつ罪が不同意わいせつ罪に統合された。

### 監護者わいせつ罪
未遂はこれを罰する（刑法180条）。
2017年（平成29年）7月13日施行改正刑法により新設。

### 不同意わいせつ致死傷罪、監護者わいせつ致死傷罪
不同意わいせつもしくは監護者わいせつ罪またはそれらの未遂罪を犯し、よって人を死傷させる罪で、不同意わいせつ罪の結果的加重犯である（刑法181条1項）。法定刑は無期または3年以上の懲役である。

### 過去の類型
2023年改正前では、「強制わいせつ罪」として、13歳以上の者に対し、暴行または脅迫を用いてわいせつな行為をした者、また13歳未満の者に対し、わいせつな行為をした者を6か月以上10年以下の懲役に処すると規定していた（刑法旧第176条）。
さらに「準強制わいせつ罪」として、人の心神喪失若しくは抗拒不能に乗じ、または心神を喪失させ、もしくは抗拒不能にさせて、わいせつな行為をした者は、強制わいせつ罪と同様の法定刑を適用する規定していた（刑法旧第178条1項）。いずれも未遂処罰規定あり（刑法180条）。
2023年改正により両罪とも「不同意わいせつ罪」へ移行した。
また上記2つの罪、監護者わいせつ罪のいずれかの罪またはそれらの未遂罪を犯し、よって人を死傷させた場合は、無期または3年以上の懲役に処するという結果的加重犯が規定されていた（刑法旧第181条1項、「強制わいせつ致死傷罪」、「準強制わいせつ致死傷罪」「監護者わいせつ致死傷罪」）。
2023年改正により、強制わいせつ致死傷罪、準強制わいせつ致死傷罪については、不同意わいせつ致死傷罪へ移行した。

## 条文
現行法（2023年7月5日施行）と、各改正ごとの関連条文をそれぞれ示す。条文中に本来ない文言を付け足したときは〈 〉で示し、また、前回改正のものと改正のない条文は同上、省略するときは略と表記する。〈 〉内文章中において（ ）を表記するときは、［ ］で示す。

### 令和5年（2023年）7月5日施行
- （不同意わいせつ）

第百七十六条 次に掲げる行為又は事由その他これらに類する行為又は事由により、同意しない意思を形成し、表明し若しくは全うすることが困難な状態にさせ又はその状態にあることに乗じて、わいせつな行為をした者は、婚姻関係の有無にかかわらず、六月以上十年以下の拘禁刑に処する。

一 暴行若しくは脅迫を用いること又はそれらを受けたこと。

二 心身の障害を生じさせること又はそれがあること。

三 アルコール若しくは薬物を摂取させること又はそれらの影響があること。

四 睡眠その他の意識が明瞭でない状態にさせること又はその状態にあること。

五 同意しない意思を形成し、表明し又は全うするいとまがないこと。

六 予想と異なる事態に直面させて恐怖させ、若しくは驚愕させること又はその事態に直面して恐怖し、若しくは驚愕していること。

七 虐待に起因する心理的反応を生じさせること又はそれがあること。

八 経済的又は社会的関係上の地位に基づく影響力によって受ける不利益を憂慮させること又はそれを憂慮していること。

２ 行為がわいせつなものではないとの誤信をさせ、若しくは行為をする者について人違いをさせ、又はそれらの誤信若しくは人違いをしていることに乗じて、わいせつな行為をした者も、前項と同様とする。

３ 十六歳未満の者に対し、わいせつな行為をした者（当該十六歳未満の者が十三歳以上である場合については、その者が生まれた日より五年以上前の日に生まれた者に限る。）も、第一項と同様とする。
- 第百七十八条 削除
- （監護者わいせつ及び監護者性交等）

第百七十九条 十八歳未満の者に対し、その者を現に監護する者であることによる影響力があることに乗じてわいせつな行為をした者は、第百七十六条第一項の例による。

２ 〈略〉
- （未遂罪）

第百八十条 第百七十六条、第百七十七条及び前条の罪の未遂は、罰する。
- （不同意わいせつ等致死傷）

第百八十一条 第百七十六条若しくは第百七十九条第一項の罪又はこれらの罪の未遂罪を犯し、よって人を死傷させた者は、無期又は三年以上の懲役に処する。

２〈略・不同意性交等致死傷〉
- （十六歳未満の者に対する面会要求等）

第百八十二条 わいせつの目的で、十六歳未満の者に対し、次の各号に掲げるいずれかの行為をした者（当該十六歳未満の者が十三歳以上である場合については、その者が生まれた日より五年以上前の日に生まれた者に限る。）は、一年以下の拘禁刑又は五十万円以下の罰金に処する。

一 威迫し、偽計を用い又は誘惑して面会を要求すること。

二 拒まれたにもかかわらず、反復して面会を要求すること。

三 金銭その他の利益を供与し、又はその申込み若しくは約束をして面会を要求すること。

２ 前項の罪を犯し、よってわいせつの目的で当該十六歳未満の者と面会をした者は、二年以下の拘禁刑又は百万円以下の罰金に処する。

３ 十六歳未満の者に対し、次の各号に掲げるいずれかの行為（第二号に掲げる行為については、当該行為をさせることがわいせつなものであるものに限る。）を要求した者（当該十六歳未満の者が十三歳以上である場合については、その者が生まれた日より五年以上前の日に生まれた者に限る。）は、一年以下の拘禁刑又は五十万円以下の罰金に処する。

一 性交、肛門性交又は口腔性交をする姿態をとってその映像を送信すること。

二 前号に掲げるもののほか、膣又は肛門に身体の一部（陰茎を除く。）又は物を挿入し又は挿入される姿態、性的な部位（性器若しくは肛門若しくはこれらの周辺部、臀部又は胸部をいう。以下この号において同じ。）を触り又は触られる姿態、性的な部位を露出した姿態その他の姿態をとってその映像を送信すること。
- （淫行勧誘）

第百八十三条 〈略〉

#### 刑法及び刑事訴訟法の一部を改正する法律・令和5年（2023年）6月23日
- 第三条 刑法等の一部を改正する法律（令和四年法律第六十七号）の施行の日（以下この条において「刑法施行日」という。）の前日までの間における第一条の規定による改正後の刑法第百七十六条、第百七十七条及び第百八十二条の規定の適用については、同法第百七十六条第一項及び第百八十二条中「拘禁刑」とあるのは「懲役」と、同法第百七十七条第一項中「有期拘禁刑」とあるのは「有期懲役」とする。刑法施行日以後における刑法施行日前にした行為に対する同法第百七十六条、第百七十七条及び第百八十二条の規定の適用についても、同様とする。

### 過去の条文

#### 明治41年（1908年）10月1日施行
- 第百八十二条 〈略・淫行勧誘〉
- 第百八十三条〈略・姦通〉

#### 平成7年（1995年）6月1日施行
- （強制わいせつ）

第百七十六条 十三歳以上の男女に対し、暴行又は脅迫を用いてわいせつな行為をした者は、六月以上七年以下の懲役に処する。十三歳未満の男女に対し、わいせつな行為をした者も、同様とする。
- （準強制わいせつ及び準強姦）

第百七十八条 人の心神喪失若しくは抗拒不能に乗じ、又は心神を喪失させ、若しくは抗拒不能にさせて、わいせつな行為をし、又は姦淫した者は、前二条の例による。
- （未遂罪）

第百七十九条 前三条の罪の未遂は、罰する。
- （親告罪）

第百八十条 第百七十六条から前条までの罪は、告訴がなければ公訴を提起することができない。

２ 前項の規定は、二人以上の者が現場において共同して犯した第百七十六条から前条までの罪については、適用しない。
- （強制わいせつ等致死傷）

第百八十一条 第百七十六条から第百七十九条までの罪を犯し、よって人を死傷させた者は、無期又は三年以上の懲役に処する。
- （淫行勧誘）

第百八十二条〈略〉
- 第百八十三条 削除

#### 平成17年（2005年）1月1日施行
- （強制わいせつ）

第百七十六条 十三歳以上の男女に対し、暴行又は脅迫を用いてわいせつな行為をした者は、六月以上十年以下の懲役に処する。十三歳未満の男女に対し、わいせつな行為をした者も、同様とする。
- （準強制わいせつ及び準強姦）

第百七十八条 人の心神喪失若しくは抗拒不能に乗じ、又は心神を喪失させ、若しくは抗拒不能にさせて、わいせつな行為をした者は、第百七十六条の例による。

２ 〈略・準強姦〉
- （未遂罪）

第百七十九条 第百七十六条から前条までの罪の未遂は、罰する。
- （親告罪）

第百八十条 第百七十六条から第百七十八条までの罪及びこれらの罪の未遂罪は、告訴がなければ公訴を提起することができない。

２ 前項の規定は、二人以上の者が現場において共同して犯した第百七十六条若しくは第百七十八条第一項の罪又はこれらの罪の未遂罪については、適用しない。
- （強制わいせつ等致死傷）

第百八十一条 第百七十六条若しくは第百七十八条第一項の罪又はこれらの罪の未遂罪を犯し、よって人を死傷させた者は、無期又は三年以上の懲役に処する。

２ 〈略・［準］強姦致死傷〉

３ 〈略・集団強姦致死傷〉
- （淫行勧誘）

第百八十二条〈略〉
- 第百八十三条 削除

#### 平成29年（2017年）7月13日施行
- （強制わいせつ）

第百七十六条 十三歳以上の者に対し、暴行又は脅迫を用いてわいせつな行為をした者は、六月以上十年以下の懲役に処する。十三歳未満の者に対し、わいせつな行為をした者も、同様とする。
- （準強制わいせつ及び準強制性交等）

第百七十八条 人の心神喪失若しくは抗拒不能に乗じ、又は心神を喪失させ、若しくは抗拒不能にさせて、わいせつな行為をした者は、第百七十六条の例による。

２ 〈略・準強制性交等〉
- （監護者わいせつ及び監護者性交等）

第百七十九条 十八歳未満の者に対し、その者を現に監護する者であることによる影響力があることに乗じてわいせつな行為をした者は、第百七十六条の例による。

２〈略・監護者性交等〉
- （未遂罪）

第百八十条 第百七十六条から前条までの罪の未遂は、罰する。
- （強制わいせつ等致死傷）

第百八十一条 第百七十六条、第百七十八条第一項若しくは第百七十九条第一項の罪又はこれらの罪の未遂罪を犯し、よって人を死傷させた者は、無期又は三年以上の懲役に処する。
２〈略・強制［監護者］性交等致死傷〉
- （淫行勧誘）

第百八十二条〈略〉
- 第百八十三条 削除